# The Good, The Bad & The 4-Skins
The Good, The Bad & The 4-Skins prvi je album engleskog punk rock/oi! sastava The 4-Skins. Objavio ga je Secret Records lipnja 1982. godine. Došao je na vrhove britanskih neovisnih i punk top-ljestvica. Ušao je na Top 100 UK Albums Charta.
Na strani A izvornog LP-a bili su izvorni studijski snimci, a na strani B izvedbe uživo nekoliko prije objavljenih pjesama. Nakon ovog uslijedio je novi album A Fistful Of...4-Skins (bez skladbe "One Law for Them" zbog prostornog ograničenja), a koji je reizdan na jednom CD-u 1987. kao A Few 4-Skins More, Vol.1.
Premda je ovo prvi LP The 4-Skinsa, snimila ga je treća stabilna postava sastava. Basist Hoxton Tom McCourt bio je jedini član prve postave iz 1979. godine, izvorni bubnjar i tadašnji menadžer, Gary Hitchcock napisao je i izveo vokalne dionice na vodećoj skladbi albuma koja je bila u stilu 2 Tonea. 
Naslov albuma je šaljiva aluzija na legendarni špageti-vestern Sergija Leonea Dobar, loš, zao (eng. The Good, the Bad and the Ugly).

## Track listing
Sve skladbe napisali su The 4-Skins osim gdje je drugačije napisano.
1. "Plastic Gangsters" (Hitchcock)
2. "Jealousy"
3. "Yesterday's Heroes"
4. "Justice"
5. "Jack the Lad"
6. "Remembrance Day"
7. "Manifesto"
8. "Wonderful World" (uživo)
9. "1984" (live)
10. "Sorry" (live)
11. "Evil" (live)
12. "I Don't Wanna Die" (uživo)
13. "A.C.A.B." (uživo)
14. "Chaos" (uživo)
15. "One Law For Them"
Bonus skladbe na CD reizdanju:
16. "Low Life"
17. "Bread or Blood"
18. "Get Out of My Life"
19. "Seems to Me"
20. "Norman"

## Osoblje
- Tony 'Panther' Cummins - vodeći vokal
- Hoxton Tom McCourt - bas gitara
- John Jacobs - gitara, klavijature
- Pete Abbot - bubnjevi
- Gary Hitchcock - vodeći vokal na "Plastic Gangsters"